# Polycystinea
Classe
Les Polycystinea  (ou Polycystina) sont une classe de radiolaires.

## Liste des ordres
Selon IRMNG (21 mars 2021) :
- ordre des Albaillellaria
- ordre des Archaeospicularia †
- famille des Barbutidae Yeh, 2011 †
- ordre des Collodaria
- ordre des Entactinaria
- famille des Hollandocachoniidae Dumitrica, 2013 †
- famille des Isometractiniidae Dumitrica, 2013 †
- ordre des Latentifistularia †
- ordre des Nassellaria
- ordre des Oculosida
- famille des Odoghertitidae Dumitrica, 2013 †
- famille des Paracuboctostylidae Li & Sashida, 2012 †
- ordre des Spumellaria
- famille des Trimeridianellidae Dumitrica & Tekin, 2014 †
- famille des Triumbraculidae Dumitrica, 2013 †
- Polycystinea incertae sedis

Selon NCBI (21 mars 2021) :
- ordre des Collodaria Haeckel, 1887
- ordre des Entactinaria
- ordre des Nassellaria
- ordre des Spumellaria